# Amblypodia viola
Amblypodia viola är en fjärilsart som beskrevs av Johannes Karl Max Röber 1887. Amblypodia viola ingår i släktet Amblypodia och familjen juvelvingar. Inga underarter finns listade i Catalogue of Life.